# Maxence Van der Meersch
Maxence Van der Meersch, del seu patronímic flamenc Vandermeersch, fou un escriptor francés nascut a Roubaix el 4 de maig de 1907 i mort el 14 de gener de 1951 a Touquet on s'havia establert per cuidar la seva tuberculosi.

## Biografia
Maxence, de salut molt fràgil, pertanyia a una família relativament acomodada de la petita burgesia. El seu pare era comptable. El 27 d'octubre de 1918 perd la seva germana, Sarah, gran només de 18 anys; la relació dels seus pares no ho resisteix. La seva mare Marguerite s'enfonsa en l'alcoholisme i el seu pare Benjamin porta una vida considerada dissoluta per a l'època
El 1927, Maxence s'enamora de Thérèze Denis, una jove obrera pobra, amb la qual s'instal·la en concubinatge a Wasquehal contra l'opinió del seu pare que somiava amb una unió altrament prestigiosa. El 1929, d'aquesta unió no oficial que no regularitzarà fins al 1934, neix la seva filla Sarah, anomenada així en record de la seva germana desapareguda massa d'hora. Thérèze serà l'únic amor de la seva vida i és la clau essencial per a la comprensió de l'obra de Van der Meersch.
Advocat de formació, exerceix molt poc. Prefereix la ploma a la toga i es dedica ràpidament de manera exclusiva a l'escriptura. La seva obra, impregnada d'humanisme i de la seva pròpia vivència, és consagrada essencialment a la vida de la gent modesta del Nord, la seva regió natal. El 1936, va obtenir el Premi Goncourt per L'Empreinte du dieu (L'empremta del déu) i el Premi de l'Académie française li va ser atorgat el 1943, any en què va escriure Corps et âmes ("Cossos i ànimes"), èxit internacional traduït a tretze llengües. Aquesta novel·la s'inspira en la vida del doctor Paul Carton, un gran personatge de la medicina natural, per qui sentia una profunda admiració, i per l'extraordinària medicina que aquest va posar en pràctica. Va explicar la tria de l'assumpte d'aquesta novel·la en una obra : Per què vaig escriure Corps et âmes.Catòlic, contràriament al seu pare, Benjamin, que era un ateu convençut, va escriure igualment obres de caràcter religiós, sobretot una vida del rector d'Ars i una biografia literària de Teresa de Lisieux (1947) que va ser molt discutit basant-se en les seves imprecisions
L'escriptor va gaudir d'un gran èxit mentre era viu, però avui és gairebé oblidat; tanmateix, la seva primera novel·la, La Maison dans la dune ("La Casa a la duna"), fou adaptada al cinema el 1988 per Michel Mees, amb Tchéky Karyo al paper principal.

### Obres de Maxence Van der Meersch
- La Maison dans la dune, ("La Casa a la duna") primera novel·la publicada a les edicions Albin Michel el 1932.
- Car ils ne savent ce qu'ils font... ("Car ells no saben el que fan"), roman novel·la parcialment autobiogràfica, 1933.
- Quand les sirènes se taisent ("Quan les sirenes callen"), novel·la sobre les vagues de les obreres de fàbriques, 1933.6Y
- La Fille pauvre ("La noia pobra"), novel·la autobiogràfica en tres volums. Tom I : Le Péché du monde (El pecat del món), 1934, tom II : Le Cœur pur ("El cor pur"), 1948, tome III : La Compagne ("La companya") (publicació pòstuma el 1955).
- Invasion 14, novel·la sobre l'ocupació alemanya del nord de França durant la Primera Guerra Mundial, 1935.
- Maria, fille de Flandre, 1935
- L'Empreinte du dieu ("L'empremta del déu"), Premi Goncourt el 1936.
- L'Élu ("L'escollit"), 1936
- Pêcheurs d'hommes ("Pescadors d'homes"), novel·la sobre la Joventut Obrera Cristiana (JOC), 1940, traduïda al català per Ramon Folch i Camarasa.
- Vida del Rector d'Ars, hagiografia, 1936.
- Corps et âmes ("Cossos i ànimes"), novel·la sobre el món de la medicina, gran premi de l'Académie française el 1943.
- Femmes à l'encan ("Dones a l'encant"), assaig contra la prostitució, 1943.
- La petite sainte Thérèse ("La petita Santa Teresa"), biografia de Santa Teresa de Lisieux apareguda a les edicions Albin Michel el 1943.
- Pourquoi j'ai écrit Corps et âmes ("Per què vaig escriure Cossos i ànimes"), estudi aparegut el 1956 a Albin Michel.
- Masque de chair ("Màscara de carn"), novel·la sobre l'homosexualitat masculina, apareguda el 1958 després de la seva mort.

### Biografies - Estudis
- Le drame spirituel dans l'œuvre de Maxence Van Der Meersch, d'Elie Bordes, aparegut el 1944 a Georges Frere.
- « La Petite sainte Thérèse » de Maxence van der Meersch devant la critique et devant les textes, Col·lectiu, Ed. Saint-Paul, 1950, 562 p
- Van der Meersch s'est-il tué pour une doctrine ?, assaig del Doctor O. Loras aparegut el 1951.
- Portrait morpho-psychologique de Maxence Van der Meersch, estudis literaris de Robert Reus aparegut el 1952 a les edicions Pierre Clairac.
- Maxence Van der Meersch, analyse et inédits, obra col·lectiva apareguda el 1983 a S.L.N.
- Van der Meersch, romancier et travail, obra col·lectiva apareguda el 1990 a S.L.N.
- Maxence van der Meersch, écrire le Nord, écrire le monde, Actes del col·loqui aplegades per Christian Morzewski, Artois Presses Université, 2002.
- Van der Meersch au plus près per Térèse Bonte, biografia apareguda a Artois Presses Université en 2003.
- El número 43 de la revista "Roman 20-50" (juny 2007) editat per la universitat Lille 3-Charles-de-Gaulle està consagrat a l'L'Empreinte du dieu i Invasion 14 de Maxence Van der Meersch
- Maxence Van der Meersch, auteur et témoin (col·lectiu), estudis aplegats per Paul Renard, Ravet-Anceau, 2007, articles i fotos en paper setinat.
- Maxence Van der Meersch, héraut du peuple per Mary Melliez, tesi de literatura sobre les persones i els dissenys populars de l'obra de Maxence Van der Meersch incloent-hi il·lustracions i reproduccions de manuscrits, BoD, 2007.